# هرمن مورای
هرمن مورای (انگلیسی: Herman Murray; ۵ دسامبر ۱۹۰۹ – ۲۷ نوامبر ۱۹۹۸) بازیکن هاکی روی یخ اهل کانادا بود.